# Óriás vándorló levél
Az óriás vándorló levél (Phyllium giganteum) a rovarok (Insecta) osztályának a botsáskák (Phasmatodea) rendjébe, ezen belül a vándorló levelek (Phylliidae) családjába és a Phylliinae alcsaládjába tartozó faj.

## Előfordulása

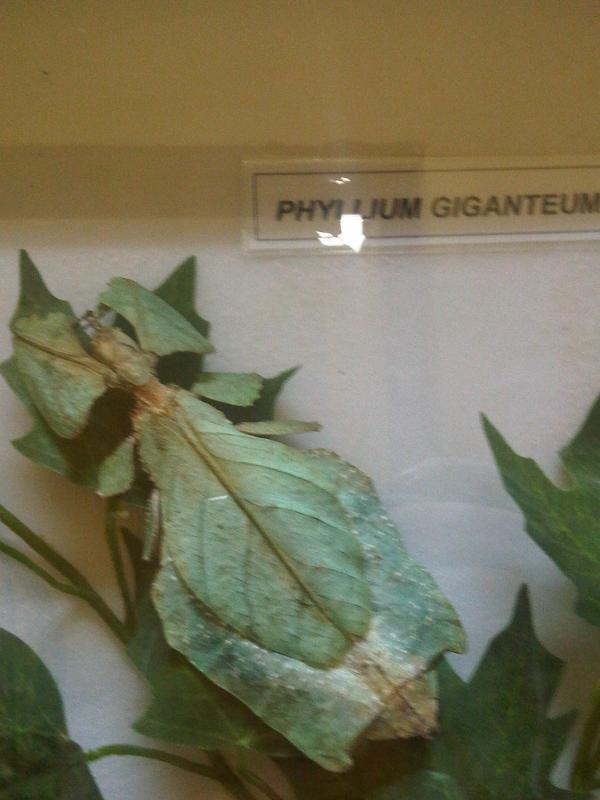
Múzeumi példány

Az óriás vándorló levél Malajzia trópusi esőerdeiben őshonos.

## Megjelenése
A legnagyobb vándorló levelek egyike; az átlagos testhossza körülbelül 10 centiméter. A levél alakú teste nagyon széles. A lábain is vannak levél alakú kinövések. A rovar zöld színű, a szélein több, kisebb barna ponttal. A potrohán két nagyobb barna folt is látható. A zöld árnyalata és a kis pontok sűrűsége, illetve elhelyezkedése példányonként változó.

## Életmódja
Nyugodt természetű állat. Nappal nem mozog, éjjel keresi meg a táplálékát. Ha kézbe vesszük, mozdulatlanul fog állni. Az újonnan kikelt óriás vándorló levelek hiperaktívak lehetnek, azonban az első vedlés után megnyugodnak, lecsendesednek.
Az óriás vándorló levél fogságban tölgy-, szeder-, vagy egyéb rózsafélék leveleivel táplálható. A friss leveleket nem kedveli, inkább az idősebb megbarnult leveleket eszi meg. A fiatal példányok nem tudnak a teljes, ép levélből falni; emiatt fel kell aprítani nekik a táplálékot.
A széljárta, nedves helyeket kedveli. 25-30 Celsius-fokon érzi jól magát. A fiatalnak a felnőttől eltérően, fontosabb a nedves hely. Fogságban a terrárium legalább 3-4-szer nagyobb kell, hogy legyen, mint a kifejlett rovar; kb. 40x30x30 centiméter. A vándorló levelet nem lehet összetenni a botsáskával, mivel ha nincsenek eléggé ellátva ennivalóval, az utóbbi rovar rátámad a vándorló levélre.

## Szaporodása
Eddig mindegyik felfedezett óriás vándorló levél nőstény volt. Úgy tűnik, hogy a szaporodáshoz nem muszáj a hím jelenléte; azaz a petéket nem kell megtermékenyíteni ahhoz, hogy újabb óriás vándorló levél nemzedék jöjjön a világra. Felnőtté válás után 1–1,5 hónappal a rovar ivaréretté válik. Ekkor kinő a szárnya. A petéit, amelyek kicsik és fekete, barna színűek, fogságban a terrárium aljára rakja le. A petékből 6–9 hónap múlva kelnek ki a kis óriás vándorló levelek.

## Képek

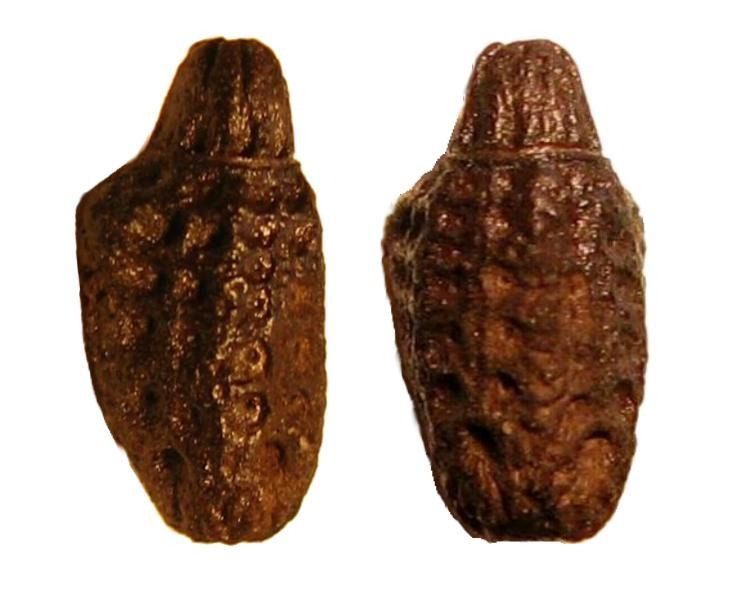
Peték és
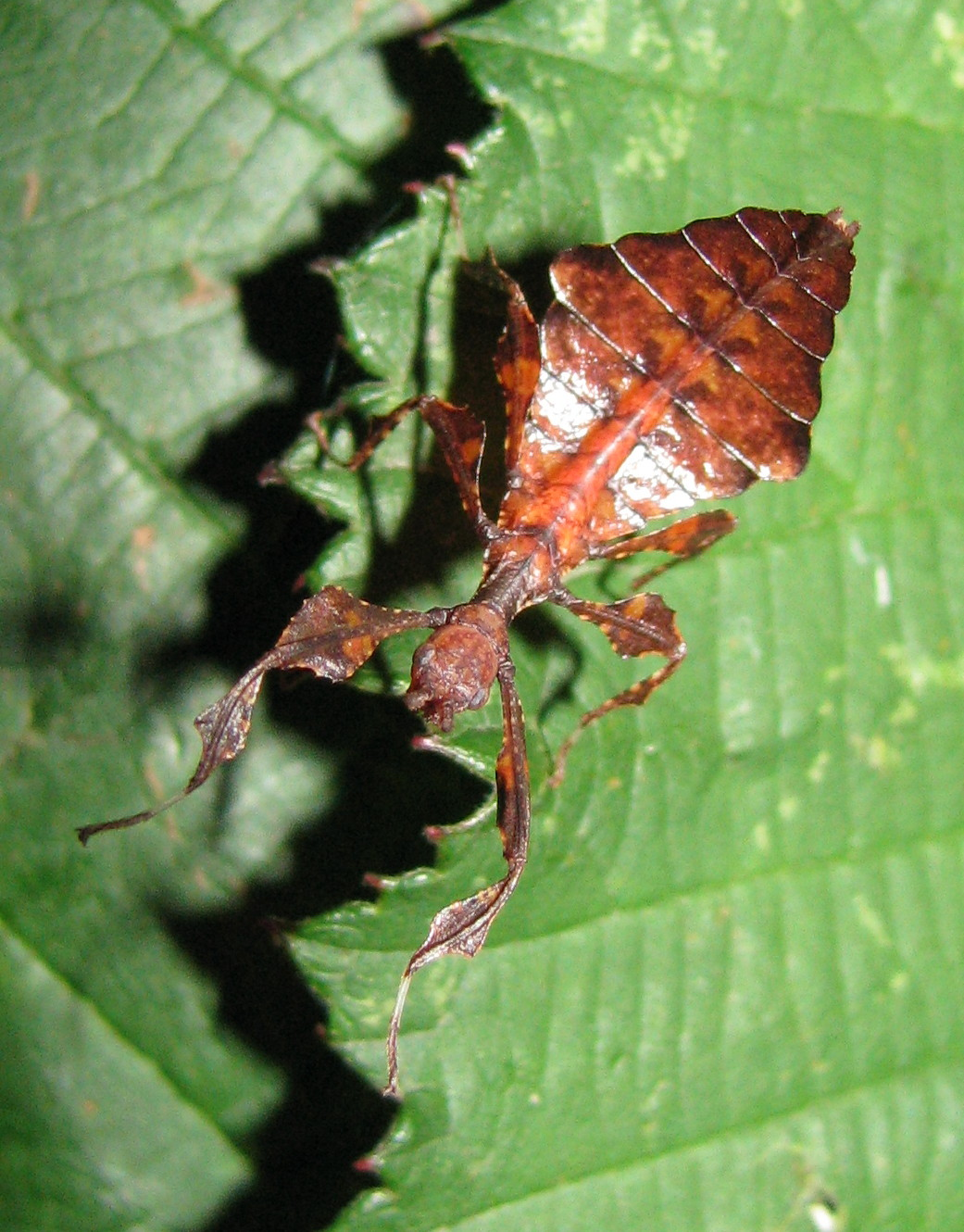
újszülött
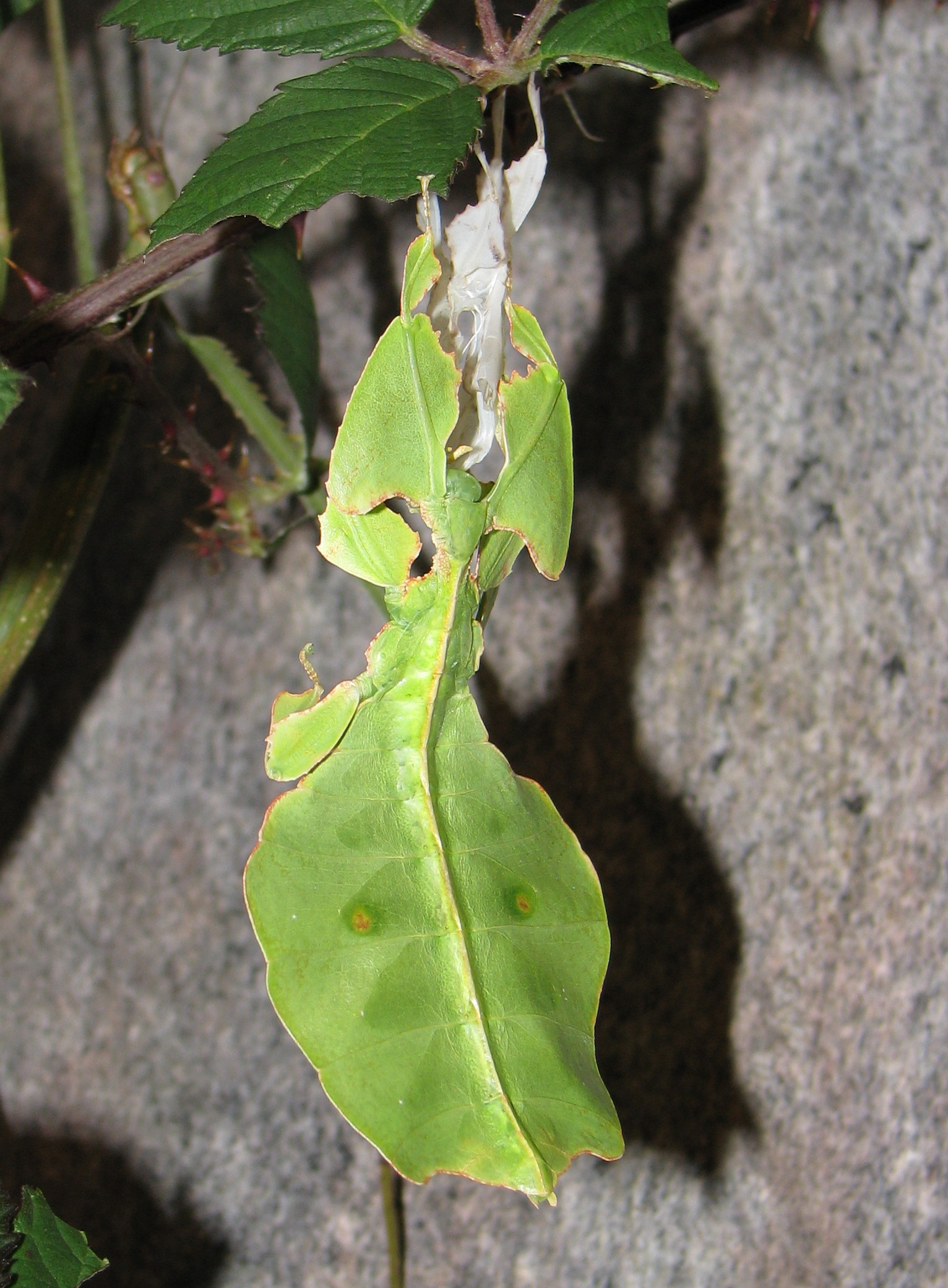
Fiatal
és felnőtt
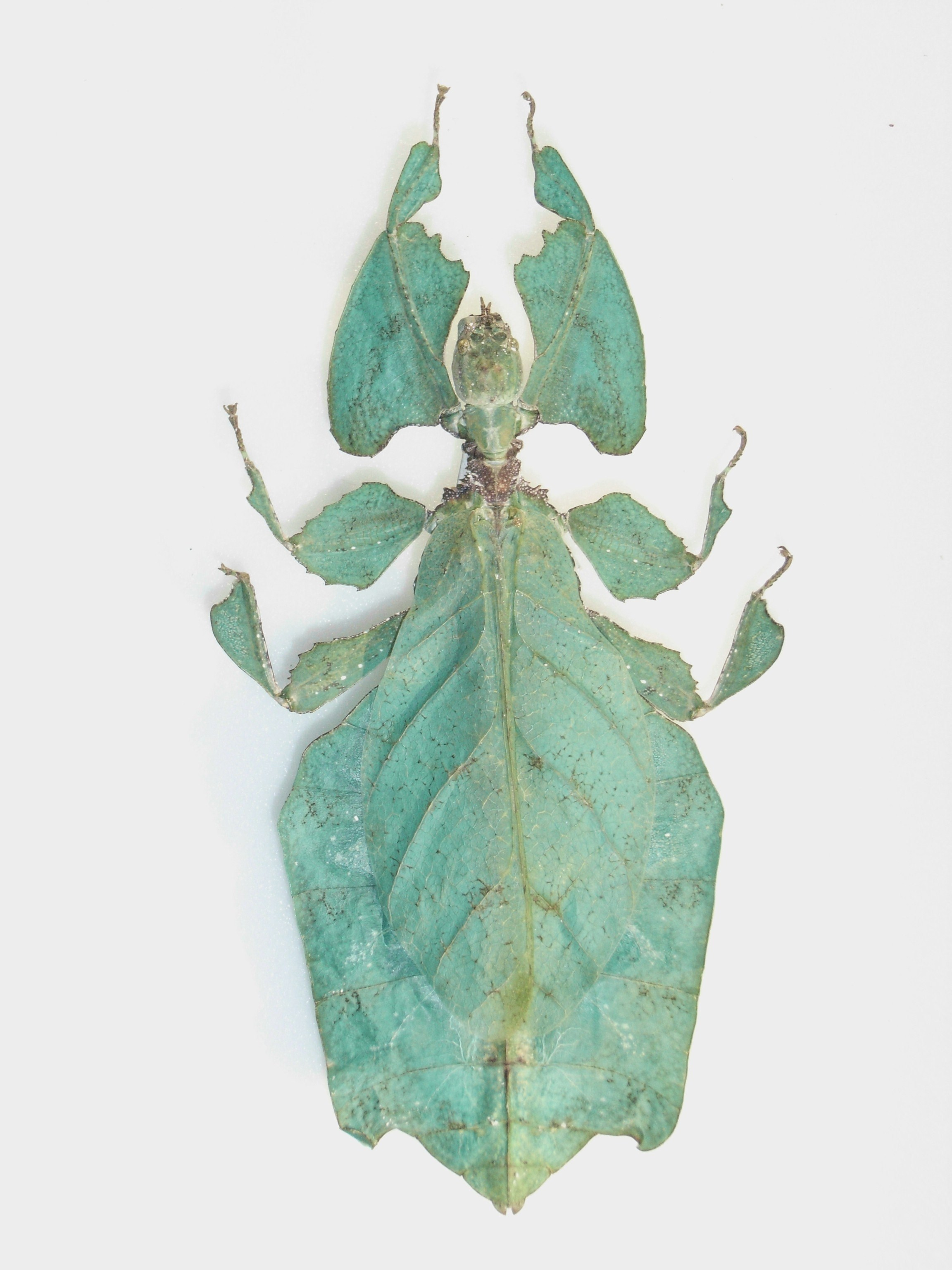
Gyűjteményekből
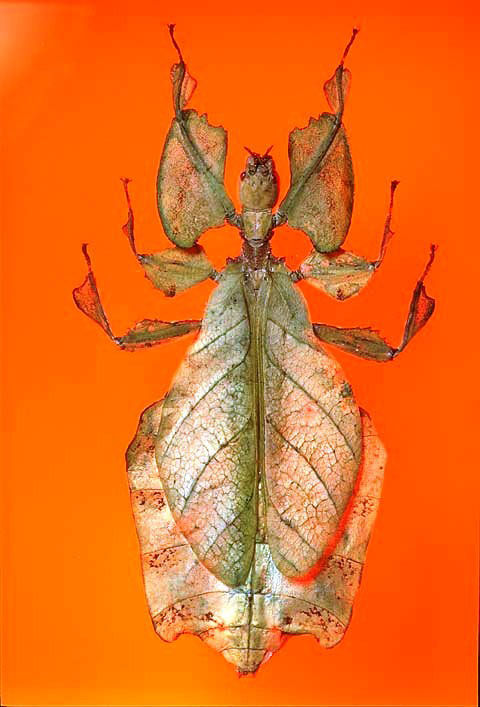
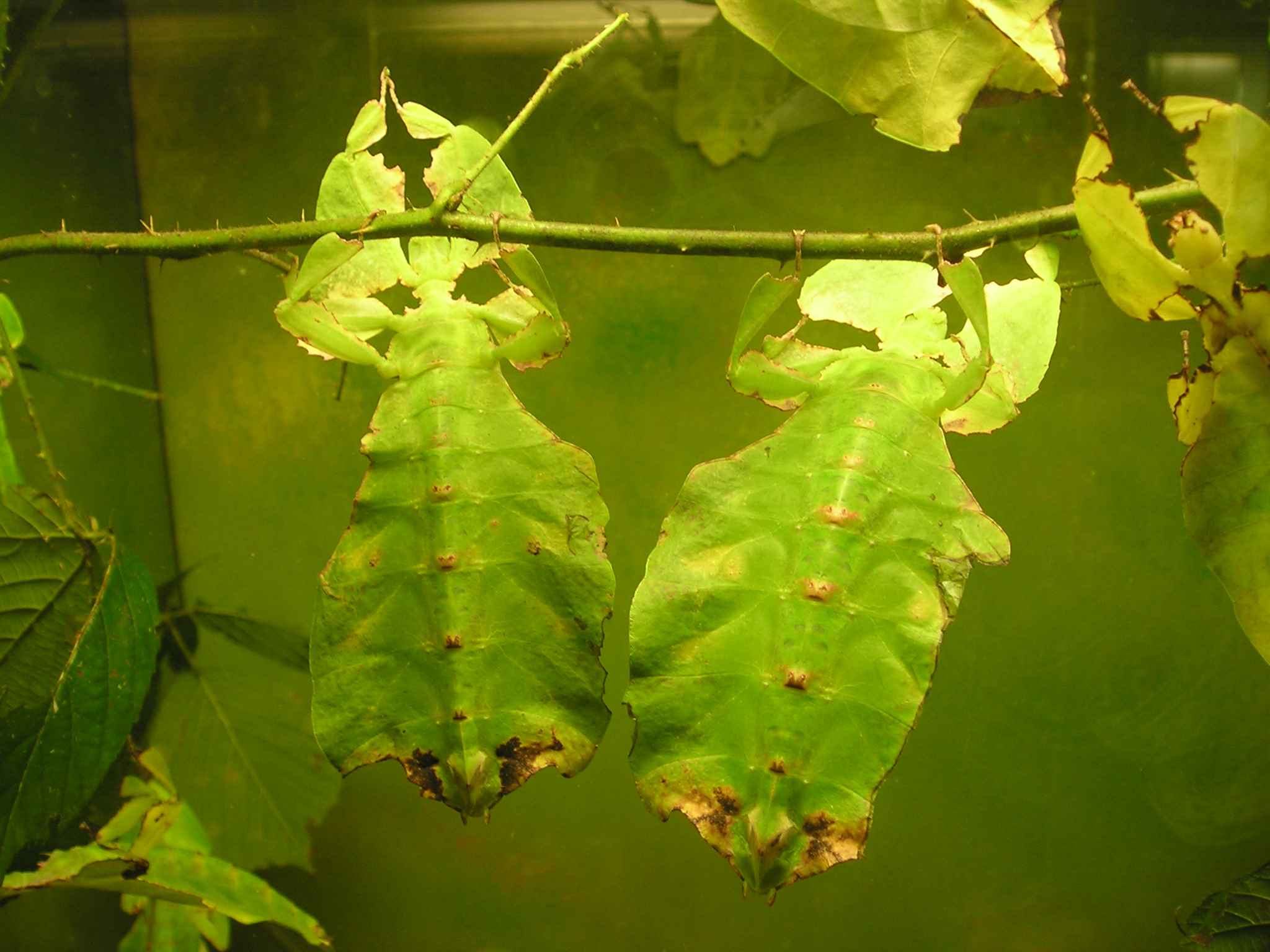
Ágon lógva